# キャサリン・ウォーターストン
キャサリン・ウォーターストン（Katherine Boyer Waterston、1980年3月3日 - ）は、イギリス出身のアメリカ合衆国の女優。ファッションアイコン。『インヒアレント・ヴァイス』のシャスタ役、『ファンタスティック・ビースト』シリーズのティナ・ゴールドスタイン役、『エイリアン: コヴェナント』のダニエルズ役などで有名。

## 生い立ち
出生地はロンドンのウェストミンスターにあるチェルシー・アンド・ウェストミンスター病院だが、これは両親が仕事でロンドンに滞在しているあいだに生まれたためである。出生後はアメリカ合衆国へ戻り、コネチカット州北西部にある小さな町で育った。
父親はアメリカ合衆国の俳優サム・ウォーターストン（Sam Waterston、1940年11月15日 - ）。母親は1970年代に雑誌『Vogue』のファッションモデルとして活躍したリン・ルイーザ・ウッドラフ（Lynn Louisa Woodruff、現姓ウォーターストン、生年不明 - ）。両親ともに背が高く、ウォーターストン本人も高校時代にはすでに身長180cmを超えていた。現在も長身の女優として知られるが、身長の記載にはゆらぎがあり、海外では主として5フィート11.5インチ（約182cm）、日本などでは180cmとされる。
姉のエリザベス・ウォーターストン（Elisabeth Waterston、1977年3月30日 - ）は女優および画家として、弟のグレアム・ウォーターストン（Graham Waterston、1983年4月29日 - ）は映画監督として、異母兄のジェームズ・ウォーターストン（James Waterston、1969年1月17日 - ）は俳優として、それぞれ活躍している。くわえて、近しい親戚に言語学者、教師、画家、作家（詩人）がいることが知られており、学術・芸術家肌の家筋といえる。ウォーターストンも、幼少期から父サムとともに撮影現場や劇場の舞台裏に出入りし、演技の世界に親しみながら育つ一方、俳優の道を選ぶ以前には、陶芸、絵画、写真などにも取り組み、とくに10代の頃は写真家を目指す気持ちも強かったという。
1998年、アメリカ合衆国コネチカット州にある寄宿制の有名進学校ルーミス・チャフィー・スクールを卒業。その後、ニューヨーク大学芸術学部（New York University Tisch School of the Arts）ドラマ学科（Department of Drama）で演技を専攻し、2002年に学士（BFA）を取得した。大学卒業後は6ヶ月にわたりロンドンの王立演劇学校で学び、さらにニューヨークのステラ・アドラー演劇学校の卒業者名簿にも名前がある。
2014年、『インヒアレント・ヴァイス』のキャスティング・ディレクターは、演技に関する専門的な知識を有し、多くの経験を積んでいることから、ウォーターストンを「演劇の専門家（theater maven）」と称している。

## キャリア

### 概要
- 舞台・映画への出演に加えて、テレビ関係の仕事やリーディング公演、広告モデルなど多彩な活動経験を持つ。
- キャリア開始後しばらくはうまく仕事を得られなかったと話しており[17]、ブレイクまでに10年以上の時間を経ている[18]。

### テレビ関係
2000年代前半には複数のテレビドラマ・テレビ映画へ出演していた。本人のインタビューによると、プロとしての最初の仕事はNBCのテレビドラマ「Deadline」シリーズ、あるいはバーリントン・コート・ファクトリーのコマーシャルへの出演だったという。

### 映画
2006年、大学時代の友人ブライス・ダラス・ハワードによるショートフィルム『Orchids』に出演し、映画デビューを果たした。同作品は『Glamour』誌による短編映画プロジェクト「リール・モーメント（Reel Moments）」シリーズとして、2007年のパームスプリングス国際短編映画祭で上映された。
2007年8月、第64回ヴェネツィア国際映画祭で公開された『フィクサー』で長編映画デビュー。同2007年9月の第32回トロント国際映画祭で公開された『援助交際ハイスクール（The Babysitters）』では主役を演じている。
その後もインディーズ作品やショートフィルムを中心に多数の作品へ出演を続け、2014年に『インヒアレント・ヴァイス』でシャスタ・フェイ・ヘップワース役を演じてブレイク。助演女優として複数の賞にノミネートされ、一躍有名となるが、キャリア開始から長い時間を経ていたため、本人はこの飛躍がなければ俳優としての生き方を断念する心づもりもあったと話している。
近年は、2016年からの「ファンタスティック・ビースト」シリーズや2017年の『エイリアン: コヴェナント』など世界規模のフランチャイズ作品に続けて参加する一方、2018年の『Mid90s』や『夫の秘密／ポイズン：あるスキャンダルの秘密（State Like Sleep）』などのインディーズ映画にも複数出演している。

### 舞台
2000年代初期からの下積み時代を経て、2007年にニューヨークにあるフリー・シアター（Flea Theater）の舞台『Los Angeles』で主演デビュー。同作品の監督アダム・ラップ（Adam Rapp）は、2006年の『Orchids』を見てウォーターストンを抜擢したという。
2010年のコメディ作品『Bachelorette』、2011 - 2012年の『The Cherry Orchard』のリバイバル上演など複数のオフ・ブロードウェイ作品に出演するとともに、演劇関係のワークショップやイベントにも名前が見られる。

### リーディング公演／ナレーション
2007年、ニューヨークにある劇場アルス・ノヴァ（Ars Nova）で開催された公演会において『The Jesus Year』の読み手を担当した。また、『ラファムズ・クォータリー（Lapham’s Quarterly）』誌が主催するリーディング公演会にパフォーマーとして複数回参加し、2013年には世界的な文学祭であるペン・ワールド・ヴォイス・フェスティバル（PEN World Voices Festival）中の企画で『ジェーン・エア』の朗読を担当した。
このほか、オーディオブックのナレーターやビデオゲームのCVにも取り組んでいる。

### 広告モデル
2009年、ブルーミングデールズによるファッションイベント「Girls’ Night Out」にモデル兼役者として出演。また、2010年から2014年頃まで、大学時代の友人であるダフネ・ジャヴィッチ（Daphne Javitch）によるランジェリーブランド「TEN」の広告モデルを務めていた。
近年では、スコット・スタンバーグ（Scott Sternberg）が設立したオリジナルブランド「Entireworld」のサポーターとして、2018年6月から8月にかけて公開された複数の広告動画に出演した。

## そのほかの主な活動
- 2015年、弟グレアムが監督・脚本を担当し、義兄ルイス・キャンセルミ（Louis Cancelmi）が主演するショートフィルム『And It Was Good』のプロデューサーを務めた[36]。
- 2015年4月、父サムとともに海洋自然保護団体Oceanaのイベント、ニューヨーク・シティ・ガラを主催した[37]。
- 2020年3月、ロックダウン下のロンドンにおいて、非営利のボランティア・プラットフォーム「SpareHand」を設立[38]。ウォーターストン本人もボランティア活動に複数回参加し、Instagramの個人アカウントを通してその活動の様子を伝えるとともに、チャリティーへの呼びかけなども行っている[39]。

## 私生活
- 2000年代後半から2010年代前半にかけて、劇作家・舞台監督のアダム・ラップと交際し[6]、同棲・婚約[40][41]していたことが知られる。ラップの監督作のうち、2011年の3部作『The Hallway Trilogy』はウォーターストンに捧げられた作品である[42]。
- 2018年11月に第1子の妊娠を明かし[43]、2019年の早い段階で息子が生まれている[44]。父親については公表されていない。
- 2020年3月、イギリスで新型コロナウイルスCOVID-19に罹患し、回復した[12]。
- 2020年5月、Instagramの認証済みアカウント運用を開始。個人として情報発信を行う中で、LGBTQの人々へのサポートやブラック・ライヴズ・マターの支持などについて積極的に声明を発している。

## エピソード
- 父親のサム・ウォーターストンは、NBCの刑事ドラマ『ロー&オーダー』の看板キャラクター、ジャック・マッコイ役を16年にわたり演じたことで知られるが、ウォーターストンは複数回このシリーズのオーディションを受けるも一度も採用されず、出演を果たせなかった[45]。この事実について、著名な父親の威光を笠に着て自身のキャリアを築いてきたわけではないことの裏付けとする一方で、姉、異母兄、義兄など多くの身内が同ドラマに出演できていることを自他ともにたびたびネタにしている[46]。
- 外見について、童顔であるために自身のエージェントからは「ベンジャミン・バトン」と称されている[18]。また、2016年から2017年にかけて髪型がベリーショートだった期間があるが、外出先でたびたび青年（boy）と勘違いされていた[17]。
- 「ファンタスティック・ビースト」シリーズの共演者であるエディ・レッドメインとは、非常に遠いが親戚関係にあるという。同作品の共演者ダン・フォグラーが制作するPodcast番組『DAN FOGLER'S 4d Xperience!』シリーズのうち、2018年2月16日に公開されたエピソード[47]でレッドメインが言及したことにより判明した。

## 出演
| 年   | 題名                                                                                         | 役名                                        | 備考                                                                                          | 脚注          |
| ---- | -------------------------------------------------------------------------------------------- | ------------------------------------------- | --------------------------------------------------------------------------------------------- | ------------- |
| 2007 | フィクサー Michael Clayton                                                                   | "Third Year"                                |                                                                                               | [ 48 ]        |
| 2007 | 援助交際ハイスクール The Babysitters                                                         | シャーリー                                  |                                                                                               | [ 49 ]        |
| 2008 | Good Dick                                                                                    | Katherine                                   | 日本未公開                                                                                    | [ 50 ]        |
| 2009 | ウッドストックがやってくる! Taking Woodstock                                                 | ペニー                                      |                                                                                               | [ 51 ]        |
| 2011 | Almost in Love                                                                               | Lulu                                        | 日本未公開                                                                                    | [ 52 ]        |
| 2011 | トランス・ワールド Enter Nowhere/The Haunting of Black Wood                                  | サマンサ                                    |                                                                                               | [ 53 ]        |
| 2012 | 素敵な相棒 〜フランクじいさんとロボットヘルパー〜 Robot & Frank                              | "店員"                                      |                                                                                               | [ 48 ]        |
| 2012 | ロバート・デ・ニーロ エグザイル Being Flynn                                                  | サラ                                        |                                                                                               | [ 54 ]        |
| 2012 | パラノイド・シンドローム The Letter                                                          | ジュリー                                    |                                                                                               | [ 55 ]        |
| 2012 | コレクター The Factory                                                                       | ローレン                                    |                                                                                               | [ 56 ]        |
| 2013 | ナイト・スリーパーズ: ダム爆破計画 Night Moves                                               | アン                                        |                                                                                               | [ 4 ]         |
| 2013 | ラブストーリーズ: エリナーの愛情 The Disappearance of Eleanor Rigby: Her                     | チャーリー                                  |                                                                                               | [ 4 ]         |
| 2014 | Glass Chin                                                                                   | Patricia Petals O'Neal                      | 日本未公開                                                                                    | [ 57 ]        |
| 2014 | Are You Joking? /You Must Be Joking                                                          | Lisa                                        | 日本未公開                                                                                    | [ 58 ]        |
| 2014 | インヒアレント・ヴァイス Inherent Vice                                                       | シャスタ・フェイ・ヘップワース              |                                                                                               | [ 59 ] [ 60 ] |
| 2015 | 愛とセックス Sleeping with Other People                                                      | エマ                                        |                                                                                               | [ 61 ]        |
| 2015 | Queen of Earth                                                                               | Virginia                                    | 日本未公開                                                                                    | [ 62 ]        |
| 2015 | マンハッタン・ロマンス Manhattan Romance                                                     | カーラ                                      |                                                                                               | [ 63 ] [ 64 ] |
| 2015 | スティーブ・ジョブズ Steve Jobs                                                              | クリスアン・ブレナン                        |                                                                                               | [ 65 ] [ 66 ] |
| 2016 | ファンタスティック・ビーストと魔法使いの旅 Fantastic Beasts and Where to Find Them           | ティナ（ポーペンティナ ）・ゴールドスタイン |                                                                                               | [ 67 ] [ 68 ] |
| 2017 | エイリアン: コヴェナント Alien: Covenant                                                     | ジャネット・ダニエルズ                      |                                                                                               | [ 69 ] [ 70 ] |
| 2017 | ローガン・ラッキー Logan Lucky                                                               | シルヴィア・ハリソン                        |                                                                                               | [ 71 ]        |
| 2017 | エジソンズ・ゲーム The Current War                                                           | マーガリート・ウェスティングハウス          |                                                                                               | [ 72 ] [ 73 ] |
| 2017 | Fluidic                                                                                      | Tell                                        |                                                                                               |               |
| 2018 | 夫の秘密/ポイズン: あるスキャンダルの秘密 State Like Sleep                                   | キャサリン（ケイト）                        | WOWOW放映（プレミア）時の邦題：『夫の秘密』 DVDタイトル：『ポイズン: あるスキャンダルの秘密』 | [ 76 ]        |
| 2018 | ファンタスティック・ビーストと黒い魔法使いの誕生 Fantastic Beasts: The Crimes of Grindelwald | ティナ（ポーペンティナ）・ゴールドスタイン  |                                                                                               | [ 77 ] [ 78 ] |
| 2018 | Mid90s: ミッドナインティーズ Mid90s                                                          | ダブニー                                    |                                                                                               | [ 79 ] [ 80 ] |
| 2019 | Amundsen                                                                                     | Bess Magids                                 | 日本未公開                                                                                    | [ 81 ]        |
| 2020 | ワールド・トゥ・カム 彼女たちの夜明け The World to Come                                      | アビゲイル                                  | 2020年9月の第77回ヴェネツィア国際映画祭でワールドプレミア                                     |               |
| 2022 | ファンタスティック・ビーストとダンブルドアの秘密 Fantastic Beasts: The Secrets of Dumbledore | ティナ（ポーペンティナ ）・ゴールドスタイン |                                                                                               |               |
| 2022 | バビロン Babylon                                                                             | ルース・アーズナー                          |                                                                                               |               |
| TBA  | They Listen                                                                                  |                                             |                                                                                               |               |

| 年   | 題名                                                                          | 役名                   | 備考                              | 脚注          |
| ---- | ----------------------------------------------------------------------------- | ---------------------- | --------------------------------- | ------------- |
| 2006 | Orchids                                                                       | Beatrice               | オンライン公開                    | [ 82 ]        |
| 2011 | Eat!                                                                          | Claire                 | オンライン公開                    | [ 83 ]        |
| 2011 | Without Paul                                                                  | Aimee                  | オンライン公開                    | [ 84 ]        |
| 2012 | Ástarsaga("Love Story")                                                       | Solange                | オンライン公開                    | [ 85 ]        |
| 2015 | Forgive Me Dear                                                               | "Woman"                | オンライン公開（※2019年頃に削除） | [ 86 ] [ 87 ] |
| 2015 | Outlaws                                                                       | "The Trapeze Artist"   | オンライン公開                    | [ 88 ] [ 89 ] |
| 2017 | エイリアン: コヴェナント - 最後の晩餐 Alien: Covenant - Prologue: Last Supper | ジャネット・ダニエルズ | 2017年2月22日オンライン公開       | [ 90 ] [ 91 ] |
| 2017 | Alien: Covenant - Crew Messages: Daniels                                      | ジャネット・ダニエルズ | 2017年4月17日オンライン公開       | [ 92 ]        |
| 2017 | エイリアン: コヴェナント - 恐怖心測定 Alien: Covenant - Phobos                | ジャネット・ダニエルズ | 2017年7月19日オンライン公開       | [ 93 ]        |

| 年        | 題名                                                  | 役名                 | 備考 | 脚注          |
| --------- | ----------------------------------------------------- | -------------------- | --- | ------------- |
| 2000      | Deadline                                              | Palmer               | NBC製作のテレビドラマ（全13話） - 2000年10月2日オンエアの第1話「Pilot」に出演 | [ 94 ]        |
| 2004      | Americana/Home and Hardware                           |                      | NBC製作のテレビドラマ（パイロット版） | [ 95 ]        |
| 2005      | Untitled Jerry Bruckheimer/Marsh McCall Project       |                      | CBS製作のコメディ映画（パイロット版） | [ 96 ] [ 97 ] |
| 2012-2013 | ボードウォーク・エンパイア: 欲望の街 Boardwalk Empire | エマ・ハロー         | HBO製作のテレビラマ（全56話のうち5話に出演） - シーズン3 - 第6話「彼女たちの決断（原題: Ging Gang Goolie）」 - シーズン4 - 第1話「ニュー・ゲーム（New York Sour）」 - シーズン4 - 第2話「新参者（Resignation）」 - シーズン4 - 第3話「晴れのち土砂降り（Acres of Diamonds）」 - シーズン4 - 第12話「グッバイ・ダディ（Farewell Daddy Blues）」 | [ 98 ]        |
| 2020      | サード・デイ 〜祝祭の孤島〜 The Third Day             | ジェス               | HBO/Sky製作のミニシリーズドラマ（全6話のうち5話、およびライブイベントに出演） 日本ではスターチャンネルが配信・放映を行う。配信版はAmazon Prime Videoチャンネル「スターチャンネルEX -DRAMA & CLASSICS-」で2020年11月20日（金）から、放映版はBS10 スターチャンネルで2020年12月19日（土）から、順次公開予定。 - 「夏」パート - 第1話「1日目（原題：Friday - The Father）」 - 「夏」パート - 第2話「2日目（Saturday - The Son）」 - 「夏」パート - 第3話「3日目（Sunday – The Ghost）」 - スペシャル・ライブイベント「Autumn」［2020年10月3日オンライン公開（全編：Part1／Part2）、さらに2020年10月15日に編集版がオンライン公開されたが、いずれも日本での配信は未定］ - 「冬」パート - 第2話「Tuesday - The Daughter」 - 「冬」パート - 第3話「Last Day - The Dark」 | [ 101 ]       |
| TBA       | Becoming Helen Keller                                 | Anne Sullivan        | PBS製作の伝記映画 状態：制作進行中(2011年頃から) | [ 103 ]       |
| 2023      | 窓際のスパイ Slow Horses                              | アリソン・ダン       | Apple TV+ テレビドラマシリーズ |               |
| 2023      | ペリー・メイスン Perry Mason                          | バージニア・エイムス | HBOテレビドラマシリーズ |               |

| 年   | 作品名                                   | 役柄 | 備考 | 脚注            |
| ---- | ---------------------------------------- | ---- | --- | --------------- |
| 2009 | Bloomingdale's Screen Test               | 本人 | Bloomingdales、2009年7月23日オンライン公開 - Velveteen - Quinn - Q&A | [ 104 ]         |
| 2015 | Katherine Waterston                      | 本人 | Flaunt Magazine、2015年6月24日オンライン公開 | [ 105 ] [ 106 ] |
| 2015 | Behind Outlaws                           | 本人 | Belstaff、2015年9月22日オンライン公開 | [ 107 ]         |
| 2018 | Katherine Waterston                      | 本人 | Entireworld - 1: 2018年6月18日オンライン公開 - 2: 2018年6月20日オンライン公開 - 3: 2018年7月3日オンライン公開 - 4: 2018年8月6日オンライン公開 - Color Test: 2018年8月22日オンライン公開 | [ 35 ]          |
| 2018 | Katherine Waterston for Contributor No16 | 本人 | Contributor Magazine、2018年11月2日オンライン公開 | [ 108 ]         |
| 2020 | A Cover Story with Katherine Waterston   | 本人 | The Italian Rêve、2020年9月11日オンライン公開 | [ 44 ]          |

| 年        | 作品名                                             | 役名              | 備考                                                           | 脚注            |
| --------- | -------------------------------------------------- | ----------------- | -------------------------------------------------------------- | --------------- |
| 2003      | Smashing                                           | "Nubile book fan" | The Play Company、2003年10月4日 - 2003年10月26日               | [ 109 ]         |
| 2005      | Matyr Party                                        |                   | Square Theatre、2005年12月5日のみの公演                        | [ 110 ]         |
| 2007      | Los Angeles                                        | Audrey            | The Flea Theater、2007年2月12日 - 2007年4月14日                | [ 111 ]         |
| 2008      | The Metal Children (Developmental lab production） | Vera Dundee       | Vineyard Theatre、2008年6月10日 - 2008年6月29日                | [ 112 ] [ 113 ] |
| 2008      | Kindness                                           | Frances           | Playwrights Horizons、2008年9月25 - 2008年11月2日              | [ 114 ]         |
| 2009      | Reborning                                          | Kelly             | Summer Play Festival、2009年7月7日 - 7月12日                   | [ 115 ]         |
| 2010      | Bachelorette                                       | Gena              | Second Stage Theater、2010年7月12日 - 2010年8月14日            | [ 116 ]         |
| 2011      | The Hallway Trilogy - Part1. Rose                  | Rose Hathaway     | Rattlestick Playwrights Theater、2011年2月24日 - 2011年3月27日 | [ 117 ]         |
| 2011      | Dreams of Flying Dreams of Falling                 | Cora Cabot        | Classic Stage Company、2011年10月3日 - 2011年10月30日          | [ 102 ] [ 118 ] |
| 2011-2012 | The Cherry Orchard                                 | Anya              | Classic Stage Company、2011年11月16日 - 2012年1月8日           | [ 119 ]         |

| 年   | 作品名                               | 担当                                            | 備考                                                     | 脚注    |
| ---- | ------------------------------------ | ----------------------------------------------- | -------------------------------------------------------- | ------- |
| 2007 | The Jesus Year                       | リーディング                                    |                                                          | [ 27 ]  |
| 2012 | Lysistrata（女の平和）               | リーディング                                    |                                                          | [ 120 ] |
| 2013 | Jane Eyre（ジェーン・エア）          | ナレーター                                      |                                                          | [ 29 ]  |
| 2014 | Gone with the Wind（風と共に去りぬ） | ナレーター                                      |                                                          | [ 121 ] |
| 2016 | Lego Dimensions                      | キャラクターボイス: Porpentina 'Tina' Goldstein | ビデオゲーム                                             | [ 122 ] |
| 2017 | A Separation: A Novel                | ナレーター                                      | ウォーターストン主演で映画化される可能性が報じられている | [ 123 ] |
| 2020 | An Ordinary Life                     | ナレーター                                      | Stories from Tomorrow、2020年7月5日オンライン公開        | [ 124 ] |

## 受賞およびノミネート
| 年   | 賞および部門                                                                                              | 作品名                                           | 結果       | 脚注    |
| ---- | --- | ------------------------------------------------ | ---------- | ------- |
| 2014 | サテライト賞（映画部門） - 助演女優賞                                                                     | インヒアレント・ヴァイス                         | ノミネート | [ 125 ] |
| 2014 | トロント映画批評家協会賞 - 助演女優賞                                                                     | インヒアレント・ヴァイス                         | ノミネート | [ 126 ] |
| 2014 | ヴィレッジ・ヴォイス映画投票（Village Voice Film Poll） - 助演女優賞                                      | インヒアレント・ヴァイス                         | ノミネート | [ 127 ] |
| 2014 | インディワイヤー批評家投票（Indiewire Critics' Poll） - 助演女優賞                                        | インヒアレント・ヴァイス                         | ノミネート | [ 128 ] |
| 2014 | ビッグ・アップル映画祭 （Big Apple Film Festival and Screenplay Competition）- NYエマージング・タレント賞 | マンハッタン・ロマンス                           | 受賞       | [ 129 ] |
| 2015 | インディペンデント・スピリット賞 - ロバート・アルトマン賞                                                 | インヒアレント・ヴァイス                         | 受賞       | [ 130 ] |
| 2015 | デンバー映画批評家協会（Denver Film Critics Society）賞 - 助演女優賞                                      | インヒアレント・ヴァイス                         | ノミネート | [ 131 ] |
| 2015 | ワシントンD.C.映画批評家協会 - アンサンブルキャスト賞                                                     | スティーブ・ジョブズ                             | ノミネート | [ 132 ] |
| 2015 | アワード・サーキット・コミュニティ賞（Awards Circuit Community Awards） - アンサンブルキャスト賞          | スティーブ・ジョブズ                             | ノミネート | [ 133 ] |
| 2016 | ゴールド・ダービー賞（Gold Derby Awards） - アンサンブルキャスト賞                                        | スティーブ・ジョブズ                             | ノミネート | [ 134 ] |
| 2016 | クロトゥルーディス賞（Chlotrudis Awards） - 助演女優賞                                                    | Queen of Earth                                   | ノミネート | [ 135 ] |
| 2017 | ティーン・チョイス・アワード - ファンタジー映画女優賞                                                     | ファンタスティック・ビーストと魔法使いの旅       | ノミネート | [ 136 ] |
| 2019 | ティーン・チョイス・アワード - SF/ファンタジー映画女優賞                                                  | ファンタスティック・ビーストと黒い魔法使いの誕生 | ノミネート | [ 137 ] |
| 2020 | キネオ賞（Kineo Award） - グリーン＆ブルー・プロジェクトU.N.賞                                            | 本人                                             | 受賞       | [ 138 ] |
| 2020 | ストックホルム国際映画祭 - 主演女優賞                                                                     | The World to Come                                | 受賞       | [ 139 ] |